# Abstention constructive au sein de l'Union européenne
L’abstention constructive est une procédure d'adoption des décisions au sein de l'Union européenne. En effet, elle permet, lorsque la procédure d'adoption impose l'unanimité, qu'un pays de l'Union européenne s'abstienne de voter sans pour autant que cela n'empêche l'adoption de la décision. Elle concerne seulement le Conseil européen et le Conseil de l'Union européenne. Si l'abstention est accompagnée d'une « déclaration formelle », il n'est pas tenu d'appliquer la décision bien qu'elle engagera l'Union dans son ensemble.

## Historique

### Traité d'Amsterdam
La tentative de rationalisation menée dans le cadre du traité d'Amsterdam avait également pour but de rendre plus effective la prise de décision en matière de politique étrangère et de sécurité commune (PESC). Celle-ci est avant tout et surtout régie par la règle de l’unanimité. Celle-ci s'avérait déjà paralysante dans une Union européenne à 15 et plus encore dans la perspective des élargissements futurs. Aussi, après avoir repris la règle de l'unanimité présente depuis le traité de Maastricht, le texte du traité ajoute que :

« 1. Les décisions relevant du présent titre sont prises par le Conseil statuant à l'unanimité. Les abstentions des membres présents ou représentés n'empêchent pas l'adoption de ces décisions.
Tout membre du Conseil qui s'abstient lors d'un vote peut, alors, assortir son abstention d'une déclaration formelle. Dans ce cas, il n'est pas tenu d'appliquer la décision, mais il accepte que la décision engage l'Union. Dans un esprit de solidarité mutuelle, l'État membre concerné s'abstient de toute action susceptible d'entrer en conflit avec l'action de l'Union fondée sur cette décision ou d'y faire obstacle et les autres États membres respectent sa position. Si les membres du Conseil qui assortissent leur abstention d'une telle déclaration représentent plus du tiers des voix affectées de la pondération prévue à l'article 205, paragraphe 2, du traité instituant la Communauté européenne, la décision n'est pas adoptée. »

— Article 23 du traité sur l'Union européenne, version consolidée de 1997
Cet article était parfois qualifié d'« abstention destructrice » car l'abstention n'avait d'effet négatif sur la PESC que pour les décisions concernant les relations avec un État tiers.

### Depuis le traité de Lisbonne
Depuis le traité de Lisbonne, la disposition concernant l'abstention constructive se trouve à l'article 31 du TUE. L'article dispose :

« Les décisions relevant du présent chapitre sont prises par le Conseil européen et par le Conseil statuant à l'unanimité, sauf dans les cas où le présent chapitre en dispose autrement. L'adoption d'actes législatifs est exclue.
Tout membre du Conseil qui s'abstient lors d'un vote peut, conformément au présent alinéa, assortir son abstention d'une déclaration formelle. Dans ce cas, il n'est pas tenu d'appliquer la décision, mais il accepte que la décision engage l'Union. Dans un esprit de solidarité mutuelle, l'État membre concerné s'abstient de toute action susceptible d'entrer en conflit avec l'action de l'Union fondée sur cette décision ou d'y faire obstacle et les autres États membres respectent sa position. Si les membres du Conseil qui assortissent leur abstention d'une telle déclaration représentent au moins un tiers des États membres réunissant au moins un tiers de la population de l'Union, la décision n'est pas adoptée. »

— Article 31 du traité sur l'Union européenne, version consolidée de 2009
Dans le traité sur le fonctionnement de l'Union européenne, les articles 235(1) et 238(4), concernant respectivement les votes au Conseil européen et au Conseil, disposent de la même manière :

« L'abstention […] ne fait pas obstacle à l'adoption des délibérations […] qui requièrent l'unanimité. »

— Articles 235(1) et 238(4) du traité sur le fonctionnement de l'Union européenne

## Fonctionnement et conséquences

### Obligation liée à la déclaration formelle
L'usage d'une déclaration formelle en parallèle de l'abstention, autorise l’État à ne pas appliquer la décision adoptée. En revanche il sera obligé :
- de reconnaître le fait que l'Union est engagée par cette décision,
- de respecter le principe de bonne foi et, par conséquent, de ne pas prendre de décisions susceptibles d'empêcher ou d'entrer en conflit avec l'action de l'Union.

Par conséquent, dans les faits, le membre du Conseil s'étant abstenu et ayant émis une déclaration formelle reste légalement lié par la décision puisqu'elle lie l'Union dans son ensemble. À cela s'ajoute l'obligation de coopération sincère, des articles 4(3) et 24(3) TUE, qui interdit à l’État s'étant abstenu de prendre toute action contraire à celle de l'Union. Cependant, l'application de ce principe de coopération sincère implique que l'abstention est la solution de dernier recours et, qu'auparavant, tous les efforts doivent être entrepris afin de permettre la recherche d'un consensus.
Dans la pratique, si un État membre émet une déclaration formelle dans laquelle il précise que, en plus de ne pas se considérer personnellement lié par la décision, il considère que la décision n'est pas légalement contraignante pour l'Union, son abstention est considérée comme un vote négatif implicite.

### Minorité de blocage
La principale évolution, par rapport au texte pré-Lisbonne, concerne la double conditionnalité, instituant une minorité de blocage : « […] au moins un tiers des États membres réunissant au moins un tiers de la population de l'Union […] ». Il y a donc une évolution qui s'explique par le fait qu'il est difficile de maintenir la crédibilité d'une décision PESC si celle-ci n'est pas soutenu par la vaste majorité des États membres dont les plus grands.

### Coalition des volontaires
L'ajout de cette disposition permet de débloquer le développement de la PESC car elle autorise la formation d'une coalition des volontaires (coalition of the able and the willing).

### Aspects financiers
L'article 41(2)(2) TUE dispose que tout État membre ayant joint une déclaration formelle a son abstention n'est pas obliger de participer aux financements des opérations ayant une implication en terme militaire ou de défense.

## Utilisations
Cette « abstention constructive » est un préalable minimal et indispensable à l'élargissement, qui offre la possibilité d'aller plus loin et plus vite, sans subir l'opposition, voire l'inertie de certains États membres. Tout l'intérêt réside dans cette possibilité d'agir en dépit du manque d'unanimité, et c'est en cela que l'abstention est dite constructive. Ainsi, un État ne peut s'opposer à une décision dans la mesure où il n'est pas contraint de l'appliquer.[réf. nécessaire]

### Politique étrangère et de sécurité commune
Lorsqu'un État membre ne souhaite pas être lié par une décision prise dans le cadre de la politique étrangère et de sécurité commune, il peut s'abstenir. Cela permet de poursuivre les objectifs de la PESC en l'absence d'unanimité. Dès lors que les pays s'abstenant ne représentent pas plus d'un tiers des votes au Conseil, la décision est adoptée. Cette option a, par exemple, été utilisée par Chypre qui s'est abstenu lors du vote autorisant la mission de police EULEX Kosovo car il n'y avait alors pas de mandat des Nations unies spécialement consacré à cela (pour des raisons liées à la république turque de Chypre du Nord). En termes de PESC, si toutefois un vote est rejeté par un nombre trop grand d'abstention, il reste possible d'établir une structure permanente de coopération pour les États concernés.

### Cas du Danemark
Le Danemark bénéficie d'une option de retrait (oup-out) en termes de PESC. Selon Blanke et Mangiameli, le Danemark bénéficie d'une « abstention constructive permanente » car, bien qu'il ne participe pas aux décisions et actions de l'Union qui ont des implications dans le secteur de la défense, il ne peut s'opposer à la coopération des autres États membres dans ce domaine.

## Sources